# Metaleptina andriavolo
Metaleptina andriavolo är en fjärilsart som beskrevs av Pierre E.L. Viette 1976. Metaleptina andriavolo ingår i släktet Metaleptina och familjen trågspinnare. Inga underarter finns listade i Catalogue of Life.